# 佐藤彦五郎

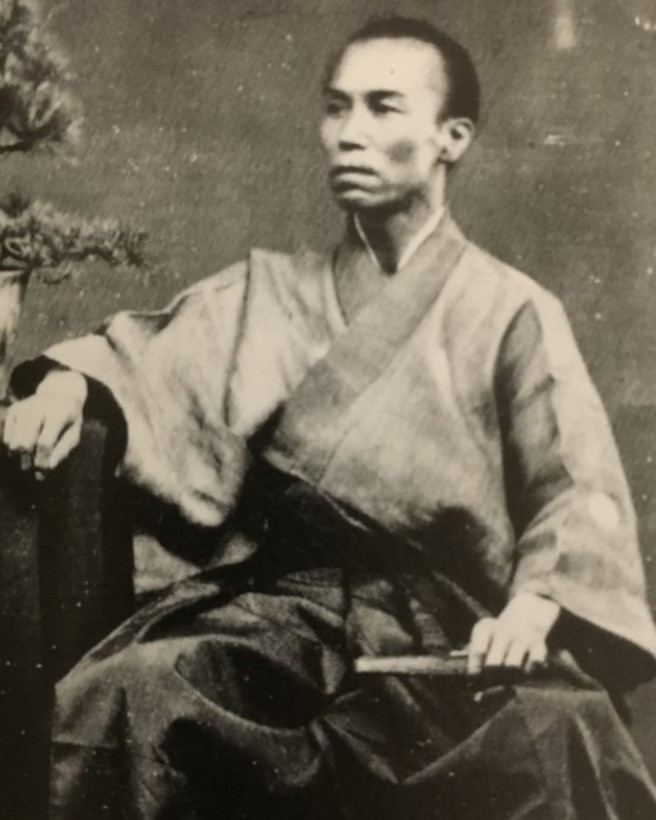
佐藤彦五郎

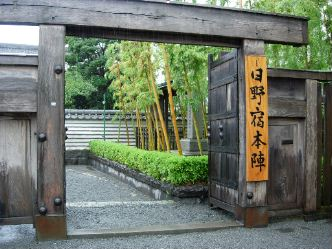
佐藤彦五郎家跡 日野宿本陣

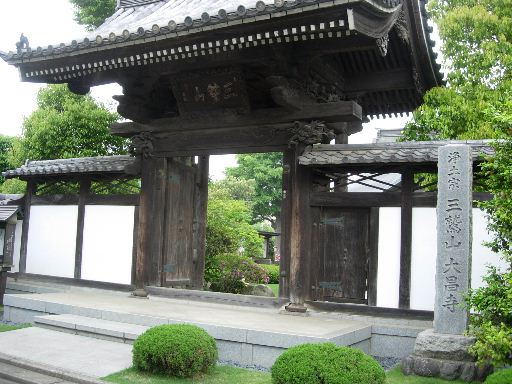
墓所 大昌寺

佐藤 彦五郎（さとう ひこごろう、文政10年9月25日（1827年11月14日） - 明治35年（1902年）9月17日）は、日本の村役人（名主）。下佐藤家当主で、日野宿組合名主。江戸幕府の京都警備組織である新選組の後援者で、多摩地域の指導者。初代南多摩郡長。雅号は春日庵盛車。明治維新後は俊正を名乗る。

## 生涯
文政10年（1827年）、武蔵国多摩郡日野宿で生まれる。父は半次郎。母はまさ。長男であった彦五郎は11歳で祖父の10代彦右衛門から日野本郷名主、日野宿問屋役、日野組合村寄場名主を継ぐ。
弘化2年（1845年）、石田村の土方歳三（のちの新選組副長）の姉で従妹にあたるとくと結婚。嘉永2年1月18日（1849年2月10日）、日野宿を焼く大火・染っ火事にみまわれた際、盗人によって母親が眼前で斬殺されるのを見て武芸の必要性を感じ、嘉永3年（1850年）に天然理心流3代目宗家・近藤周助の門人となる。自邸東側の一角に日野宿では初となる出稽古用の道場を設け、後の新選組の母体となる近藤勇、土方歳三、沖田総司らが出稽古に訪れていた（後日、長屋門に再建された道場とは別物である）。安政2年9月20日（1855年2月10日）に小野路村組合の寄場名主・小島鹿之助が近藤と義兄弟の杯を交わしたことに影響され、同じく近藤と義兄弟の杯を交わしている。
文久3年（1863年）に近藤らが幕府が募集した浪士組に参加して上洛すると、彦五郎は近藤らに支援を続け、のちに新選組となったあとでも書簡など親交は続き上方情勢が逐次伝えられたことは多摩地方の地域指導者の政治意識にも影響しているとも指摘される。たとえば、土方が京都から上田村（かみだむら。現在の東京都日野市上田）の親戚に書き送った手紙には「委細は彦五郎さんに聞いてくれ」と書いたものが遺されている。資金面など何かにつけ佐藤家とは手紙のやり取りをし、頼みとしていたことが窺われる。また、近藤の上京後、天然理心流当主の空白期間を穴埋めすべく多摩近在の道場まで出張稽古を行っている。
なお、文久3年（1863年）は多摩地方で農兵の取立てが行われ、日野宿組合を中心に農兵隊が編成された。特に慶応2年（1866年）の武州一揆鎮圧や八王子壷伊勢屋での薩摩浪士捕縛などで活躍している。
慶応4年（1868年）3月、鳥羽・伏見の戦いに敗れ江戸に戻ってきた近藤たちを迎え彦五郎は春日盛と称し、農兵隊（春日隊）を組織し甲陽鎮撫隊に加わった。しかし甲州勝沼の戦いに敗れて帰郷すると地縁を頼り潜伏し官軍の追及から逃れて身を隠れたが翌月、日野宿有志の歎願により公職に復帰した。
明治維新（多摩地方では「瓦解」）後は小島らと共に近藤らの新選組隊士の復権と顕彰に尽力した。現在、高幡不動の境内に「殉節両雄之碑」が建てられているが、この建立にも関わっている。明治5年（1872年）、名を俊正と改め、明治11年（1878年）、郡区町村編制法により多摩郡が東西南北に分けられたとき初代南多摩郡長となっている。
明治35年（1902年）、死去。享年76。

## 俳句
彦五郎は俳句を趣味としていた。春日庵盛車という雅号を持つ。
京都へ旅立つ井上源三郎、土方に向けて
- 辻風に まけて曲るな 今年竹
- 花毎に 一と葉つゝ添ふ 葵かな

近藤への追悼句
- 鬼百合や 花なき夏を 散りいそく

土方への追悼句
- 待つ甲斐も なくてきえけり 梅雨の月

## 登場作品
ドラマ
- 新選組!（2004年、NHK総合、演：小日向文世）

映画
- 燃えよ剣（2022年、演:山路和弘）